# Eliza Grew Jones
Eliza Grew Jones (Providence, 30 de marzo de 1803 – Bangkok, 28 de marzo de 1838) fue una misionera y lexicógrafa estadounidense. Creó una escritura romantizada para el idioma siamés, y el primer diccionario siamés-inglés.

## Biografía
Eliza Coltman Crew nació el 30 de marzo de 1803. Su padre, Henry Grew, era nativo de Providence, Rhode Island. Presagiando sus logros futuros, una maestra de escuela temprana noto que tenía una habilidad inusual en idiomas, aprendiendo griego sin la ayuda de un maestro.
Se casó con el Dr. John Taylor Jones el 14 de julio de 1830. Su esposo fue ordenado en Boston dos semanas después bajo la American Baptist Missionary Union, y después fue asignado a trabajar en Birmania. Vivieron allí durante más de dos años. Posteriormente fueron trasladados a Tailandia.
Su primera gran obra fue un diccionario siamese-inglés que completó en diciembre de 1833, después de haber sido transferida a Tailandia. No fue publicado debido a la dificultad de imprimir con el tipo de idioma siamés, y se cree que se perdió, hasta que un manuscrito sin título en la Biblioteca del Museo británico fue identificado en 2007 como una copia existente del diccionario Last Jones.
En Birmania y Tailandia, dio a luz a cuatro niños, dos de los cuales murieron en la infancia.

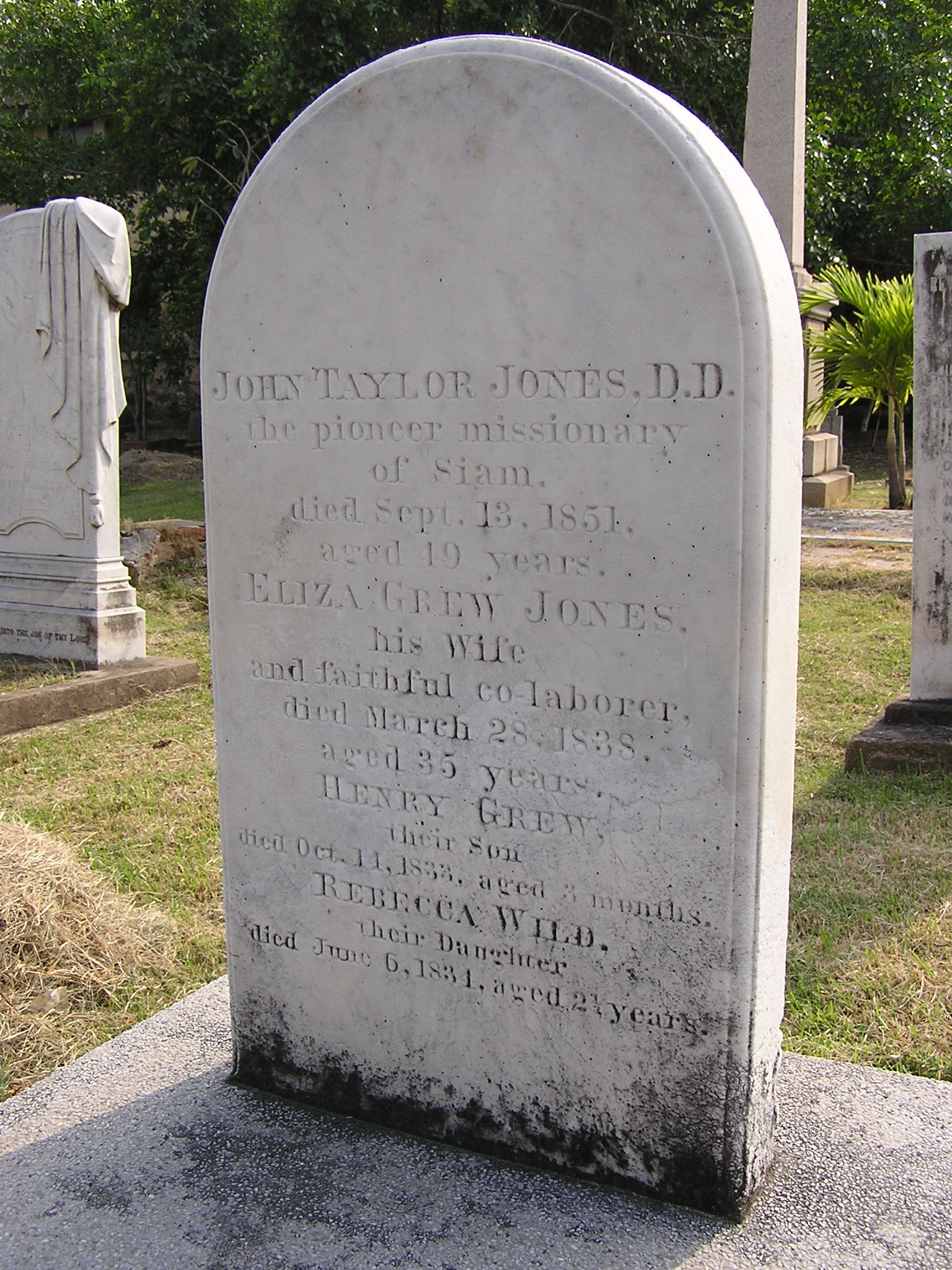
Tumba de Eliza Grew Jone en el Cementerio protestante en Bangkok.

Murió de cólera en Bangkok el 28 de marzo de 1838. Está sepultada en el Cementerio protestante de Bangkok.